# Moldauische Streitkräfte
Die Moldauischen Streitkräfte (rumänisch: Forțele Armate ale Republicii Moldova) sind das Militär der Republik Moldau. Sie gliedern sich in ein Heer und die Luftwaffe. Aufgrund der Binnenlage des Landes besteht keine Marine.

## Allgemeines
Die moldauischen Streitkräfte verfügen über einen Personalbestand von 6.500 aktiven Soldaten und 77.500 Reservisten. Im Jahr 2025 betrug der Verteidigungshaushalt 114 Mio. US-Dollar, was 0,65 Prozent des Bruttoinlandsprodukts ausmacht. Des Weiteren besteht eine allgemeine Wehrpflicht mit einer Dauer von zwölf Monaten.
Das Land beteiligt sich an den Missionen MINUSCA, EUTM Mali, KFOR, UNMIK und UNMISS der Vereinten Nationen, der Europäischen Union und der NATO. Ehemalige Missionen, an denen die Streitkräfte teilnahmen, sind UNOCI und UNMIL.

### Liste der Chefs des Generalstabes
| Nr. | Name                                   | Beginn der Amtszeit   | Ende der Amtszeit     |
| --- | -------------------------------------- | --------------------- | --------------------- |
| 01. | Oberst Pavel Chirău                    | 26. April 1994        | 20. März 1997         |
| 02. | Oberst Vladimir Donțul                 | 20. März 1997         | 24. Dezember 1997     |
| 03. | Brigadegeneral Ion Coropcean           | 16. Juni 1998         | 25. September 2009    |
| 04. | Verteidigungsminister Vitalie Marinuța | 25. September 2009    | Mai 2010              |
| 05. | Brigadegeneral Iurie Dominic           | Mai 2010              | 18. November 2011     |
| 06. | Brigadegeneral Vitalie Stoian          | 18. November 2011     | 2013                  |
| 07. | Brigadegeneral Igor Gorgan             | 2013                  | 18. März 2016         |
| 08. | Brigadegeneral Igor Cutie              | 18. März 2016         | 1. Juli 2019          |
| 09. | Brigadegeneral Igor Gorgan             | 1. Juli 2019          | 14. September 2021    |
| 10. | Brigadegeneral Eduard Ohladciuc        | 6. Oktober 2021       | 26. September 2024    |
| 11. | Brigadegeneral Vitalie Micov           | seit 11. Oktober 2024 | seit 11. Oktober 2024 |

## Gliederung

### Landstreitkräfte

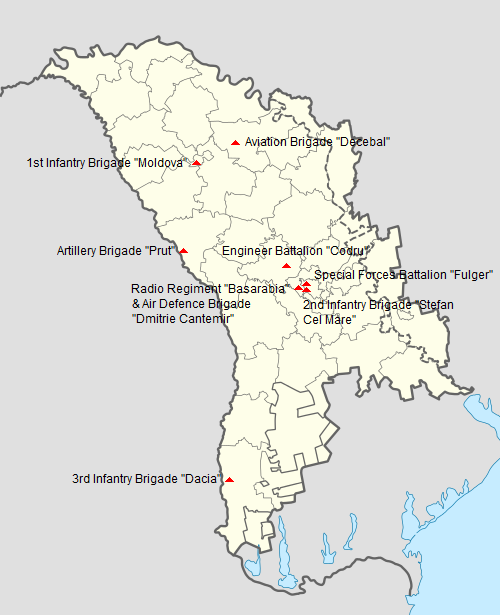

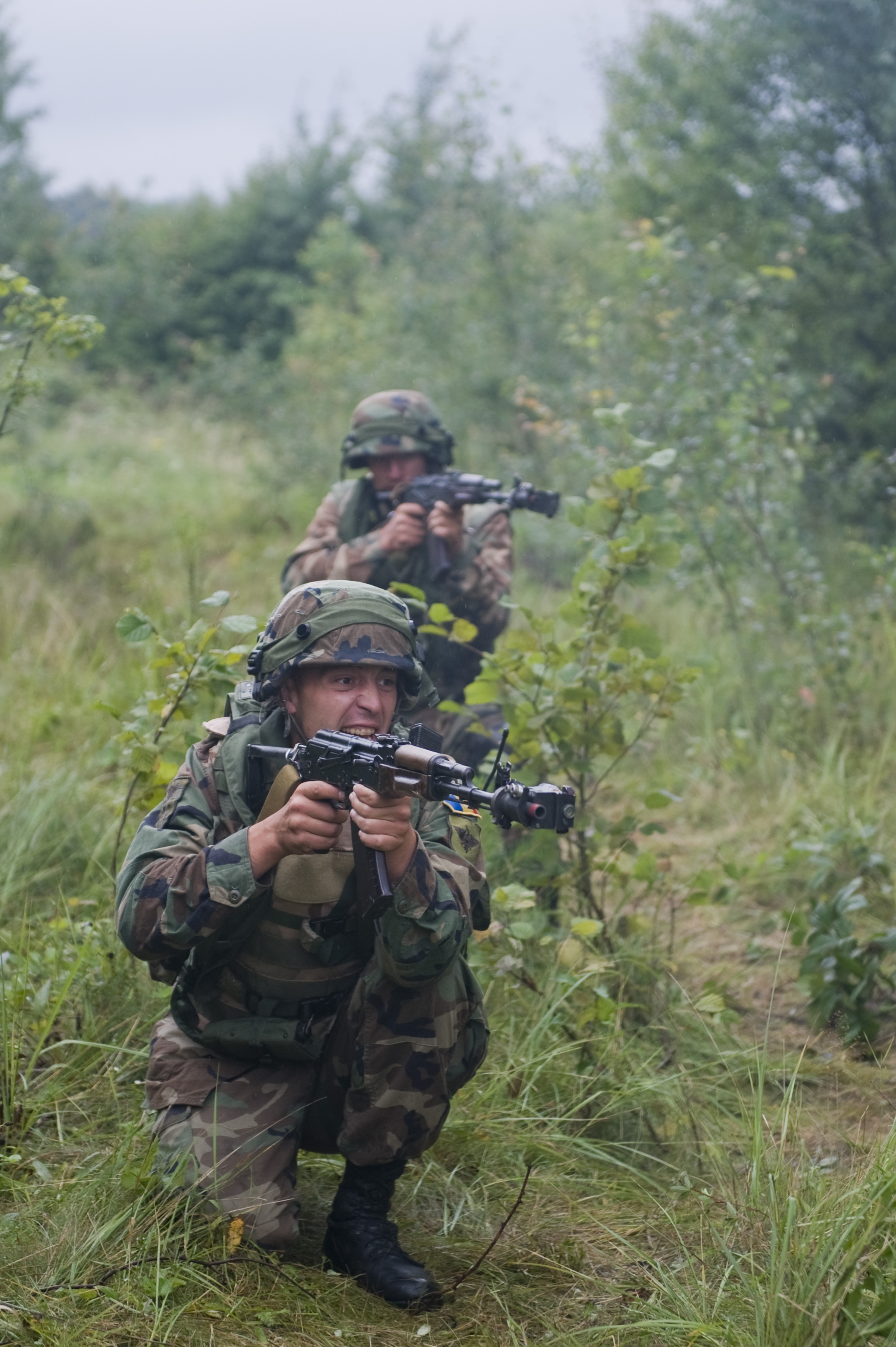
Moldauische Soldaten bei der Übung Rapid Trident 2011 in der Ukraine

Das Moldauische Heer ist die Landstreitmacht der moldauischen Streitkräfte und hat eine Personalstärke von 3250 Soldaten (davon 1950 Wehrpflichtige) und gliedert sich in folgende Verbände:
- Infanterie:
  -  1. motorisierte Infanteriebrigade „Moldova“
  -  2. motorisierte Infanteriebrigade „Ștefan cel Mare“
  -  3. motorisierte Infanteriebrigade „Dacia“
  -  22. Bataillon für friedenserhaltende Maßnahmen
- Artilleriebrigade „Prut“
- selbständiges Pionierbataillon „Codru“
- selbständiges Fernmeldebataillon „Basarabia“
- Flugabwehrraketenbrigade „Dmitry Cantemir“
- selbständiges Spezialkräftebataillon „Fulger“
- selbständige ABC-Abwehrkompanie
- Wachbataillon
- 1. selbständiges Bataillon für friedenserhaltende Maßnahmen
- 3. selbständiges Bataillon für friedenserhaltende Maßnahmen
- selbständige Infanteriekompanie für friedenserhaltende Maßnahmen

#### Ausrüstung
Die Moldauischen Streitkräfte verfügen über folgende Ausrüstung:

##### Gepanzerte Fahrzeuge
| Fahrzeug             | Bild                                    | Herkunft              | Version                 | Anzahl               | Anmerkungen                                                                                   |
| Gepanzerte Fahrzeuge | Gepanzerte Fahrzeuge                    | Gepanzerte Fahrzeuge  | Gepanzerte Fahrzeuge    | Gepanzerte Fahrzeuge | Gepanzerte Fahrzeuge                                                                          |
| -------------------- | --------------------------------------- | --------------------- | ----------------------- | -------------------- | --------------------------------------------------------------------------------------------- |
| BMD                  |                                         | Sowjetunion           | BMD-1BTR-D              | 449                  |                                                                                               |
| MT-LB                | Beispielbild                            | Sowjetunion           |                         | 52                   |                                                                                               |
| TAB-71               | Beispielbild                            | Rumänien              | TAB-71M                 | 80                   |                                                                                               |
| BTR-80               | Beispielbild                            | Sowjetunion           |                         | 12                   |                                                                                               |
| Mowag Piranha        |                                         | Schweiz / Deutschland | Piranha IIIH            | 33                   | Durch Deutschland zur Verfügung gestellt.                                                     |
| Humvees              | Moldauische Humvees während einer Übung | Vereinigte Staaten    | M1025 M1044 M1109 M1123 | ≈92                  | Durch die USA zur Verfügung gestellt: 43 Fahrzeuge 2014, 20 Fahrzeuge 2024, 29 Fahrzeuge 2025 |

##### Artillerie und Flugabwehr
| Fahrzeug               | Bild               | Herkunft           | Version            | Anzahl             | Anmerkungen                            |
| Selbstfahrlafetten     | Selbstfahrlafetten | Selbstfahrlafetten | Selbstfahrlafetten | Selbstfahrlafetten | Selbstfahrlafetten                     |
| ---------------------- | ------------------ | ------------------ | ------------------ | ------------------ | -------------------------------------- |
| 2S9 Nona-S             | Beispielbild       | Sowjetunion        |                    | 9                  | 120-mm-Selbstfahrhaubitze              |
| BM-27                  | Beispielbild       | Sowjetunion        |                    | 11                 | 220-mm-Mehrfachraketenwerfer           |
| gezogene Artillerie    |                    |                    |                    |                    |                                        |
| 2A36 Giazint-B         | Beispielbild       | Sowjetunion        |                    | 20                 | 152-mm-Kanonenhaubitze                 |
| D-20                   | Beispielbild       | Sowjetunion        |                    | 31                 | 152-mm-Haubitze                        |
| M-30                   | Beispielbild       | Sowjetunion        |                    | 12                 | 122-mm-Haubitze                        |
| MT-12                  | Beispielbild       | Sowjetunion        |                    | 31                 | 100-mm-Panzerabwehrkanone              |
| Granatwerfer           |                    |                    |                    |                    |                                        |
| PM-43                  | Beispielbild       | Sowjetunion        |                    | 50                 | 120-mm-Granatwerfer                    |
| PM-38                  | Beispielbild       | Sowjetunion        |                    | 7                  | 120-mm-Granatwerfer                    |
| BM-37                  | Beispielbild       | Sowjetunion        |                    | 75                 | 82-mm-Granatwerfer                     |
| Panzerabwehrlenkwaffen |                    |                    |                    |                    |                                        |
| 9K113 Konkurs          | Beispielbild       | Sowjetunion        |                    |                    |                                        |
| 9K114 Schturm          | Beispielbild       | Sowjetunion        |                    |                    |                                        |
| Pansarskott M/86 (AT4) | Beispielbild       | Schweden           |                    |                    | Durch Schweden zur Verfügung gestellt. |
| Flugabwehrwaffen       |                    |                    |                    |                    |                                        |
| S-125 Newa             | Beispielbild       | Sowjetunion        |                    | 3                  | Flugabwehrraketensystem                |
| S-60                   | Beispielbild       | Sowjetunion        |                    | 11                 | 57-mm-Flugabwehrkanone                 |
| SU-23                  | Beispielbild       | Sowjetunion        |                    | 28                 | 23-mm-Maschinenkanone                  |
| Sonstige               |                    |                    |                    |                    |                                        |
| SPG-9                  |                    | Sowjetunion        |                    |                    | 73-mm-Rückstoßfreies Geschütz          |

### Luftstreitkräfte

Kokarde der moldauischen Luftstreitkräfte

Das Kommando der Luftstreitkräfte ist die Luftstreitmacht der moldauischen Streitkräfte und hat eine Personalstärke von 600 Soldaten. Es ist gegliedert in:
- Hauptquartier
- Luftwaffenstützpunkt Decebal
  -  Luftregiment „Decebal“
- Fliegerhorst Mărculești – Rajon Florești

#### Ausrüstung
An Luftfahrzeugen werden mit Stand Ende 2024 ein Transportflugzeug (Antonow An-26) und zwei Hubschrauber (1× Mil Mi-2 und 1× Mil Mi-8) betrieben. Des Weiteren ist seit 2023 ein Luftraumüberwachungsradar vom Typ Ground Master 200 im Einsatz und der Erwerb eines Aufklärungssystems (Passives Radar) des Typs VERA-NG geplant.

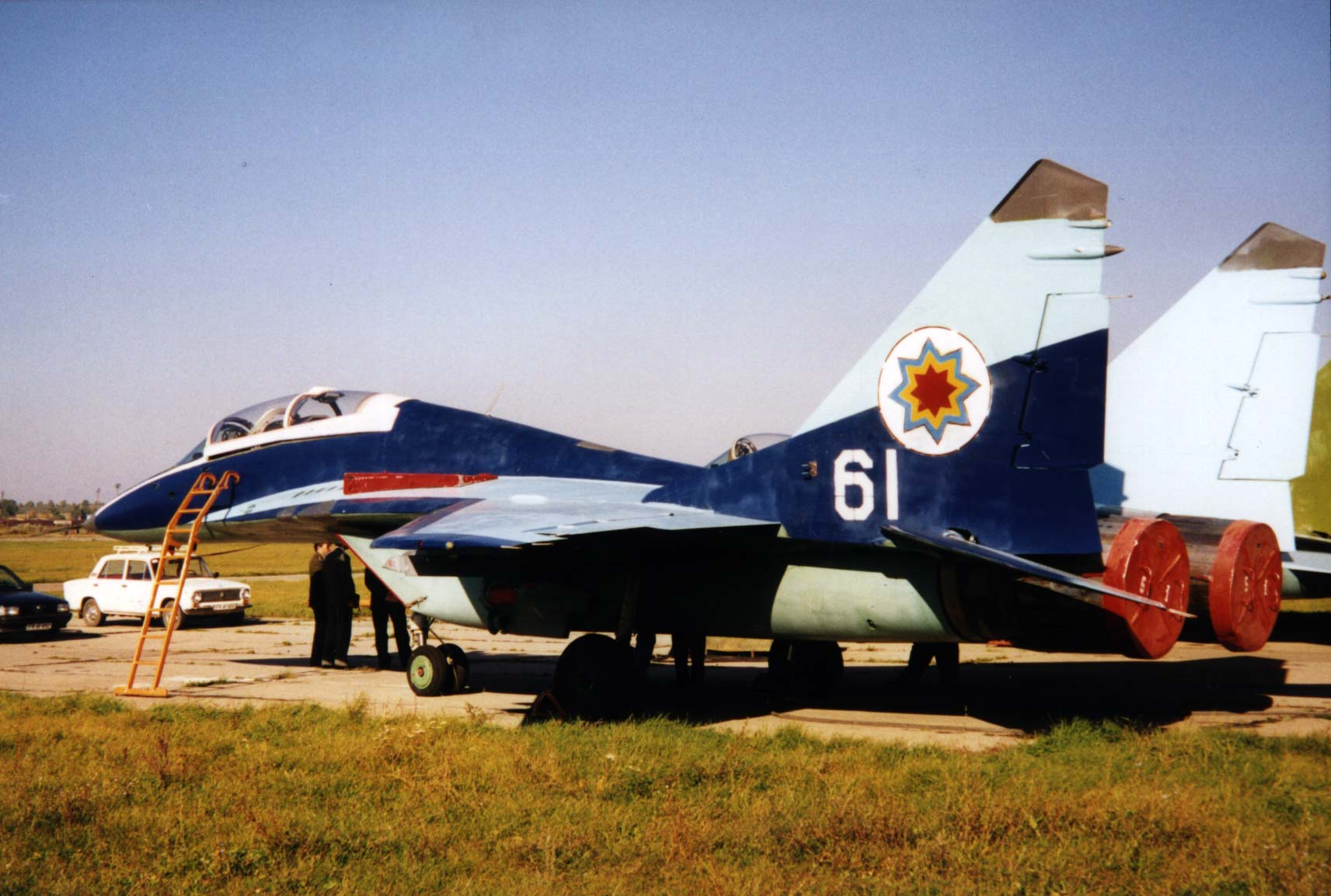
Moldauische MiG-29 (Inzwischen an die Vereinigten Staaten abgegeben)
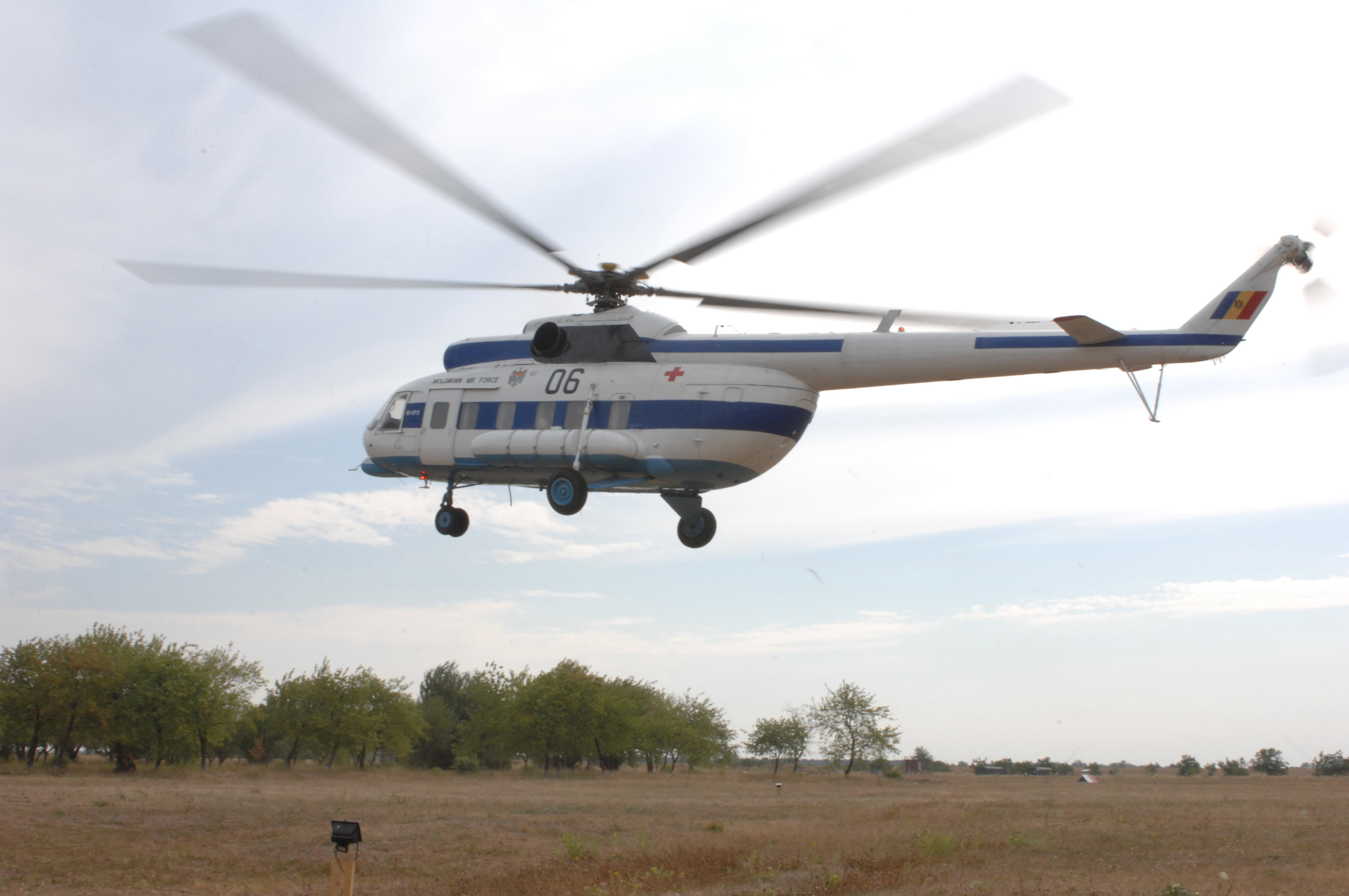
Moldauische Mil Mi-8PS
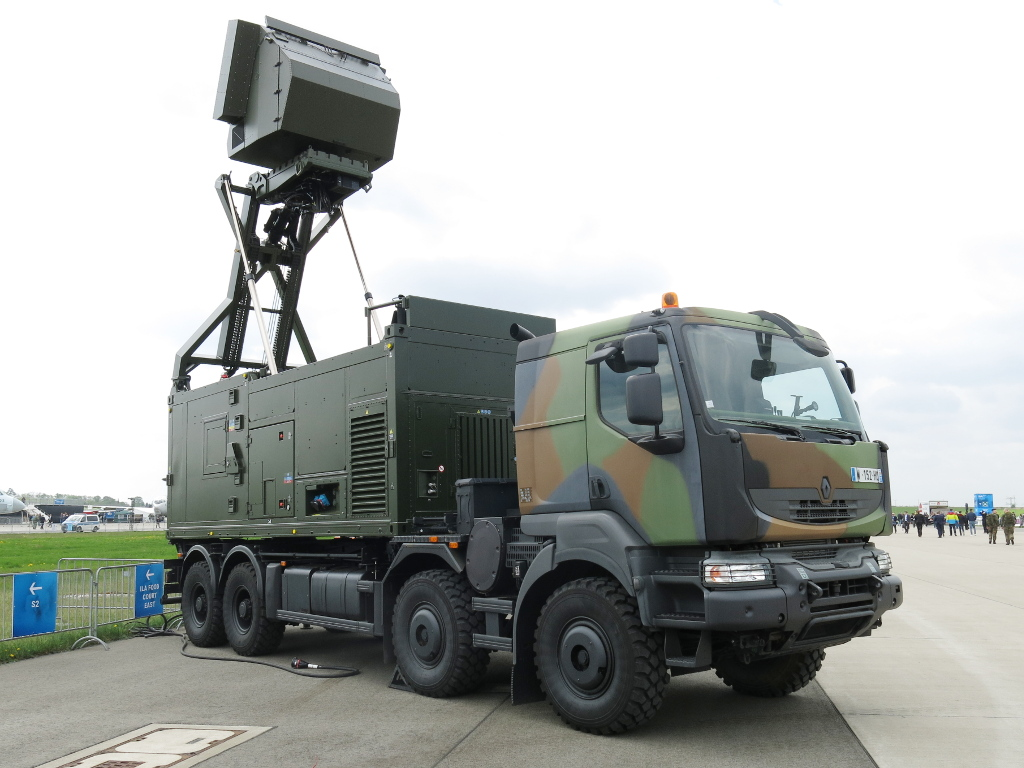
Ground Master 200
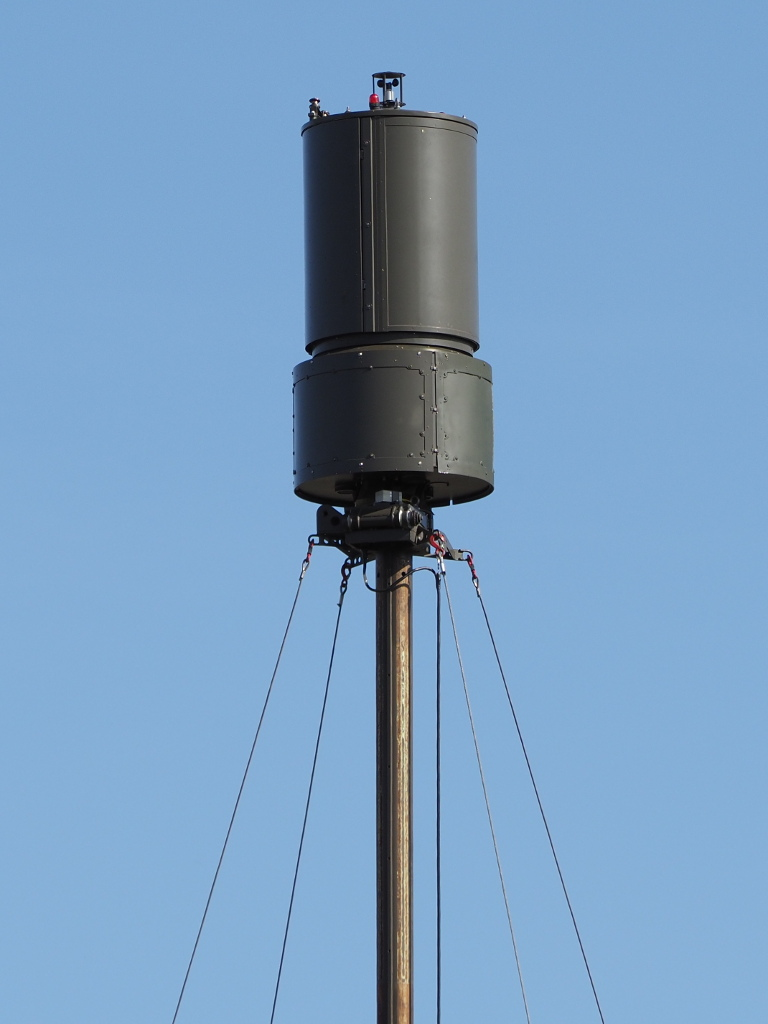
Vera-System

## Weitere Kräfte
Das moldauische Innenministerium verfügt über eine Grenzschutztruppe mit 2400 Angehörigen sowie Innere Truppen mit 2500 Angehörigen, inklusive der 899 Angehörige umfassenden Spezialeinheit OPON.
Russland verfügt aus den Resten der 14. Gardearmee der ehemaligen Sowjetarmee noch über eine motorisierte Schützenbrigade sowie ein Flugabwehrregiment in Transnistrien. Der Flugabwehr stehen Flugkörpersysteme der Typen S-125 und S-200 zur Verfügung. Die russischen Streitkräfte in Transnistrien wurden 1994 deutlich reduziert.
Transnistrien hat jedoch auch eigene Streitkräfte aufgebaut.

## Dienstgrade und Dienstgradabzeichen

### Offiziere
| Dienstgradgruppe        | Generale                  | Generale           | Generale           | Stabsoffiziere | Stabsoffiziere     | Stabsoffiziere | Subalternoffiziere | Subalternoffiziere | Subalternoffiziere |
| ----------------------- | ------------------------- | ------------------ | ------------------ | -------------- | ------------------ | -------------- | ------------------ | ------------------ | ------------------ |
| Schulterstücke          |                           |                    |                    |                |                    |                |                    |                    |                    |
| Dienstgrad              | General de corp de armată | General de divizie | General de brigadă | Colonel        | Locotenent-colonel | Maior          | Căpitan            | Locotenent-major   | Locotenent         |
| Dienstgrad (Bundeswehr) | Generalleutnant           | Generalmajor       | Brigadegeneral     | Oberst         | Oberstleutnant     | Major          | Hauptmann          | Oberleutnant       | Leutnant           |
| NATO-Rangcode           | OF-8                      | OF-7               | OF-6               | OF-5           | OF-4               | OF-3           | OF-2               | OF-1               | OF-1               |

### Unteroffiziere und Mannschaften
| Dienstgradgruppe | Unteroffiziere und Mannschaften | Unteroffiziere und Mannschaften | Unteroffiziere und Mannschaften | Unteroffiziere und Mannschaften | Unteroffiziere und Mannschaften | Unteroffiziere und Mannschaften | Unteroffiziere und Mannschaften | Unteroffiziere und Mannschaften |
| ---------------- | ------------------------------- | ------------------------------- | ------------------------------- | ------------------------------- | ------------------------------- | ------------------------------- | ------------------------------- | ------------------------------- |
| Schulterstücke   |                                 |                                 |                                 |                                 |                                 |                                 |                                 |                                 |
| Dienstgrad       | Plutonier-adjutant              | Plutonier-major                 | Plutonier                       | Sergent-major                   | Sergent                         | Sergent-interior                | Caporal                         | Soldat                          |